# Gadulka

Gadulka (Гъдулка) är ett stråkinstrument som liknar rebec. Gadulka eller "gudulka", "g'dulka" är ursprungligen från Bulgarien och är karakteristiskt för bulgarisk folkmusik. Ordet betyder att låta eller surra.
Gadulkan har tre (mer sällan, men förekommande, fyra) strängar och tio resonanssträngar. När den spelas hålls den vertikalt, man använder stråke och strängarna trycks mot, men inte till, halsen. Den förekommer både som solo- och ensembleinstrument. I Bulgarien är det inte ovanligt att instrumentet lärs ut i skolor. 
Andra namn för instrumentet är gădulka, gudulka, g'dulka, kopanka, ghiola, kasnak eller chicpeo.